# SK Makabi Zagreb
Sportski klub Makabi Zagreb hrvatski je sportski klub zagrebačkih Židova.

## Povijest
Osnovali su ga O. Braun, A. Kohn, J. König, Adolf i Aleksandar Licht i H. Schlesinger 23. ožujka 1913. pod nazivom Židovsko gombalačko i športsko društvo. Prestao je s radom 1914. kada je započeo Prvi svjetski rat. Obnovljen je 1919. Dana 20. svibnja 1920. dolazi do sjedinjenja Židovskog gombalačkog i športskog društva s nogometnim klubom Makabi u Židovsko gombalačko i športsko društvo Makabi. Klub je do ukinuća 1941. za vrijeme NDH bio smješten u Palmotićevoj 22. Od 1945., završetka Drugog svjetskog rata, smješten je u Palmotićevoj 16 uz Židovsku općinu Zagreb.

## Sekcije
U sklopu kluba danas djeluju sekcije za džiju-džicu, fitness, mali nogomet, muay thai i stolni tenis.
Do Drugog svjetskog rata postojale su sekcije za boks (osnovana 1932.), čitaonicu, gimnastiku, hazenu, hrvanje, laku atletiku (osnovana 1921.), mačevanje, nogomet (osnovana 1919.), pjevanje, planinarstvo, plivanje, skijanje, stolni tenis (osnovana 1930.), šah, tamburaše, tenis (osnovana 1922.), tešku atletiku (osnovana 1923.) i veslanje.

### Gimnastika
Židovsko gombalačko i športsko društvo je do početka Prvog svjetskog rata jedino imala gimnastičku (gombalačku) sekciju. Prestala je djelovati zbog Prvog svjetskog rata te je obnovljena 5. svibnja 1919.

### Laka atletika
Lakoatletska sekcija osnovana je 1921. Kalman (Koloman) Schneller je četiri puta srušio državni rekord u trčanju (800 i 1500 m) od 1921. do 1923. Miroslav Dobrin bio je državni rekorder u brzom hodanju i generalni tajnik Olimpijskog odbora. Trenirali su na igralištu Viktorije na Miramarskoj cesti.

### Mačevanje
Klupski mačevalci su nekoliko puta bili prvaci Jugoslavije.

### Nogomet
Nogometna sekcija nastala je 30. studenoga 1919. uz potporu HAŠK-a. Makabi je bio jedini klub u čitavoj Kraljevini Jugoslaviji čiji su svi igrači bili Židovi. Svoju prvu utakmicu igrao je 25. ožujka 1920. protiv rezervista HAŠK-a od kojih je izgubio 6:0. Trenirali su na igralištu Viktorije na Miramarskoj cesti.
Klupske boje 1932. bile su plava i bijela.
U najvišem razredu Zagrebačkog nogometnog podsaveza zaigrao je u sezoni 1936./37. kada je ostvario 5. mjesto. U tom rangu se natjecao sve do 1941. kada je klub ukinut.

#### Plasmani u najvišem rangu
| Sezona    | Plasman                  |
| --------- | ------------------------ |
| 1936./37. | 5./6                     |
| 1937./38. | 6./6                     |
| 1938./39. | 8./8                     |
| 1939./40. | 8./8                     |
| 1940./41. | 7./10 u trenutku prekida |

#### Poznati treneri
- Karel Koželuh
- Branko Kunst
- Danijel Premerl

### Stolni tenis
Sekcija Stolnog tenisa nastala je 1930. Dvije godine kasnije Makabi je bio finalist prvenstva jugoslavenskog prvenstva, a Zlatko Weiller prvak u pojedinačnoj kategoriji.

### Tenis
Teniska sekcija nastala je 1922. Aleksandar Podvinec i Franjo Šefer nastupali su u Davis Cupu u sklopu jugoslavenske reprezentacije. Trenisači su igrali na igralištu Zagrebačkog klizačkog društva na Miramarskoj cesti.